# Gates Nan Xx
Gates Nan Xx is een bestuurslaag in het regentschap Padang van de provincie West-Sumatra, Indonesië. Gates Nan Xx telt 6443 inwoners (volkstelling 2010).